# (52747) 1998 HM151
(52747) 1998 HM151 est un objet transneptunien faisant partie des cubewanos.

## Caractéristiques
1998 HM151 mesure environ 92 km de diamètre.

## Orbite
L'orbite de 1998 HM151 possède un demi-grand axe de 44,309 ua et une période orbitale d'environ 295 ans. Son périhélie l'amène à 41,659 ua du Soleil et son aphélie l'en éloigne de 46,959 ua. Il s'agit d'un cubewano.

## Découverte
1998 HM151 a été découvert le 29 avril 1998.